# Psi理論
Psi理論是一种系統性的心理学理论，由班贝格大学的迪特里希·多纳提出，該理論涵盖了人类的动作调节、意图选择和情感等方面， 将人的心智建模为訊息处理代理，由一系列基本的生理、社会和认知的驱动力所控制。知覺和認知過程受到了這些驅動力的指導及調節，從而得以在開放環境中自發地建立目標並嘗試實現。 
除了动机系统和情感系统外，Psi理论还提出了一种解釋表徵的神經符號模型，该模型在分层的擴散激發網路中编码语义关系，以感測器和致動器为基础，透過自發探索習得这些表徵。

## 主要假设
Psi理论的概念可以简化为一系列基本假设。 Psi理论将认知系统描述为一种由關聯和依賴性组成的结构，目的是在面对动态环境时保持稳态平衡。 

## 評估
在實驗範式中評估Psi理論並不容易，主要是因為它提出了許多自由變量。Psi理論的預測和命題大多是定性的。在有定量陳述的地方卻很少得到實驗證據的支持，例如情節記憶中的聯想之衰減速度，記憶提取過程中的激發擴散之寬度及深度；對於問題解決和學習代理的設計，這些陳述代表了臨時解決辦法，以解決其所提出的工程需求。 
其中一個例外是情感模型，該模型已經受到一組計算模擬實驗的檢驗。雖然它仍包含許多自由變量，用於確定如何設置調變器參數，以及如何對動機壓力作出反應，但它可以在行為實驗中擬合到人類受試者身上，從而在實驗設置中作為不同人格類型演示出類似的表現。該參數集也可以通過進化模擬的方式擬合到環境中；情感和動機模型的自由參數可以再現個人差異。
Psi理论也可以解释为认知架構的规范。 

## MicroPsi架构
MicroPsi  是一种认知架构，由柏林洪堡大学的Joscha Bach和奥斯纳布吕克大学的认知科学研究所創建。MicroPsi透過分类法、继承和语言标记拓展了Psi理论的表徵； MicroPsi的擴散激發網路可进行神经学习、计划和关联检索 。 
MicroPsi的第一代产品（2003-2009）是用Java实现的，包含了编辑和模拟软件代理的框架，使用擴散激發網路來進行，以及用于可视化的图形引擎 ，此外MicroPsi也已經被應用在机器人控制架构。 
MicroPsi 2是MicroPsi的新實作，用Python编写，当前是作為知識表徵的工具。 

## OpenCog
OpenCog認知架構納入了「OpenPsi」，這是Psi理论的简单實作，有著与漢森机器人技術公司的机器人进行情感建模的介面。 

## 文獻
- Dietrich Dörner: Bauplan für eine Seele. Rowohlt, 1999, ISBN 978-3-498-012885 (in German).
- Dietrich Dörner, Christina Bartl, Frank Detje, Jürgen Gerdes, Dorothée Halcour, Harald Schaub, Ulrike Starker: Die Mechanik des Seelenwagens. Eine neuronale Theorie der Handlungsregulation. Verlag Hans Huber, 2002, ISBN 3-456-83814-X (in German).
- Dietrich Dörner & C. Dominik Güss, (2013). PSI: A computational architecture of cognition, motivation, and emotion. Review of General Psychology, 17, 297–317.
- Joscha Bach: Principles of Synthetic Intelligence. PSI: An Architecture of Motivated Cognition. Oxford University Press, 2009, ISBN 978-0-195-370676.